# Miami Tower
Der Miami Tower (auch unter dem ehemaligen Namen Bank of America Tower bekannt) ist ein 47 Stockwerke hoher Wolkenkratzer und ein Wahrzeichen der Stadt Miami. Das für die Firma CenTrust Savings & Loan gebaute Gebäude gehört mit einer Höhe von 191 Metern zu den zehn höchsten Bauwerken der Stadt Miami und dem Staat Florida. Das Gebäude ist vor allem für seine aufwändig gestaltete Nachtbeleuchtung bekannt. Der Turm besteht aus zwei getrennten Teilen. Unten ist die zehn Stockwerke hohe Garage, die von 1982 bis 1983 gebaut wurde. Ein Jahr später wurden 37 weitere Stockwerke fertiggestellt und die Bauarbeiten an der Gesamtkonstruktion waren 1987 beendet.
Er ist auch für seinen luxuriöse Innenausstattung und die mit Marmor ausgekleidete Sky Lobby bekannt. Die Adresse lautet 100 Southeast 2nd Street, Miami, FL.
Das Gebäude befindet sich in Downtown Miami.